# Alamaailman Vasarat
Alamaailman Vasarat (deutsch: Hämmer der Unterwelt) war eine finnische Progressive-Metal- und Folk-Rock-Band, die 1997 gegründet wurde und sich 2014 auflöste.

## Geschichte
Die Band wurde im Jahr 1997 von dem Multiinstrumentalisten Jarno „Stakula“ Sarkula und dem Schlagzeuger Teemu Hänninen als Nebenprojekt zu ihrer damaligen Gruppe Höyry-Kone gegründet. Als weitere Mitglieder kamen der Cellist Marko Manninen, ebenfalls Höyry-kone, der Organist Miikka Huttunen und der Posaunist Erno Haukkala hinzu. Nach ein paar Monaten hatte sich die Besetzung erweitert. 1998 schrieb die Band an neuem Material, ehe sie später im Jahr einen Soundtrack für einen Kurzfilm produzierte. 1999 begann die Band mit den ersten Auftritten. Ab dem Jahr 2000 hielt die Gruppe regelmäßig internationale Konzerte ab. Im selben Jahr erschien das Debütalbum Vasaraasia, dem sich 2003 Käärmelautakunta anschloss. 2005 wurde Kinaporin Kalifaatti, ein Kollaborations-Album mit dem Sänger Tuomari Nurmio, veröffentlicht. Auch steuerte die Band Filmmusik für den Film Elukka bei, der 2006 auf dem französischen Festival Premiers Plans d'Angers den Preis für die beste Filmmusik gewann. Das 2007er Album Maahan wurde sowohl in Europa als auch in Japan veröffentlicht. Im Sommer 2008 spielte die Band in Kanada auf dem Mission Folk Music Festival, dem Sziget in Ungarn, dem Bardentreffen in Deutschland, dem Festival Musicas do Mar in Portugal und dem Ethnomechanica in Russland. Ihr nächstes Album Huuro Kolkko wurde Ende 2008 in Italien aufgenommen, ehe es im April 2009 in Finnland, Zentraleuropa und später in Japan bei P-Vine Records erschien. Im selben Jahr spielte die Band unter anderem in Portugal in Sines und war außerdem auf verschiedenen Festivals zu sehen: So war sie auf dem Midnight Sun Festival im finnischen Sodankylä, dem Roskilde-Festival in Dänemark, dem Duo Music Exchange in Japan und dem Festival Internacional de Puebla in Mexiko vertreten. Anfang Mai 2010 wurde die Live-DVD Haudasta lomilla publiziert. Die DVD enthält fünf Stunden Live-Material, Musikvideos, Kurzfilme und Animationen. Im August des Jahres veröffentlichte die Band außerdem das iPhone-Spiel HammerBlast. Im selben Jahr spielte Alamaailman Vasarat unter anderem auf dem M.A.D.E. Festival in Schweden und dem Colours of Ostrava in Tschechien. Gegen Ende des Jahres kam Santeri Saksala als neuer Schlagzeuger hinzu. Festivalteilnahmen schlossen sich 2011 an, indem sie unter anderem in Portugal auf dem Gouveia Art Rock Festival und in Frankreich auf dem Rock in Opposition spielte. Danach hielt sie mit Värttinä zwei Konzerte in Tokio ab. Anschließend wurde im September eine erste Tournee durch Frankreich absolviert, ehe die Gruppe im Oktober auf der World Music Expo spielte. 2012 war die Band unter anderem in Deutschland für das Fusion Festival und das nationale Kaustinen Music Festival gebucht. Anfang Mai des Jahres wurde das nächste Album Valta in Skandinavien veröffentlicht, ehe es im Sommer in den zentralen Teilen Europas erschien. Mit Jarkko Niemelä (Trompete, Althorn) ist hierauf ein neuer Musiker zu hören. 2014 löste sich Alamaailman Vasarat auf. In ihrer Karriere ist die Band auch auf anderen Festivals wie dem FMM Festival das Musicas do Mundo (Portugal), dem Stranger Than Paranoia (Niederlande), Rudolstadt-Festival (Deutschland), dem Urkult Folk Festival (Schweden), dem NEARfest (USA) sowie den finnischen Festivals Ruisrock, Provinssirock und Ilosaarirock aufgetreten. Auch spielte die Band im Tokioer Jazzclub Pit Inn.

## Stil
Hugues Chantraine von progarchives.com beschrieb die Musik als Mischung aus Miriodor, Samla Mammas Manna oder aller Entwicklungen, die sich bis zur Gründung von Von Zamla zugetragen hätten. Auch arbeite die Band musikalische Einflüsse aus der Kultur der Roma ein. Zudem spiele die Gruppe gelegentlich eine Art „Akustik-Death-Metal“. Geoff Orens von Allmusic bezeichnete die Musik der Gruppe als avantgardistisch, die durch Klezmer und andere Formen europäischer Folkmusik beeinflusst worden sei. Vorgetragen werde sie mit der Wildheit einer Metal- und Punk-Band. Die Band verzichte dabei auf die meisten Dur-Tonarten und die Verwendung von Gitarren. Zum Einsatz kämen stattdessen Instrumente wie ein Harmonium, ein Saxophon und ein verzerrt klingendes Cello. Die Songs hätten meistens einen Grundrhythmus, der dem aus den Bereichen Polka und Bossa Nova gleiche. Die Band beschleunige jedoch die Songs und füge noch ein primitiv klingendes Schlagzeugspiel hinzu.
Pete Pardo von seaoftranquility.org schrieb in seiner Rezension zu Käärmelautakunta, dass hierauf progressive Musik zu hören ist, die sich von anderen Genrevertretern stark unterscheidet. Dies mache sich vor allem durch die fehlenden Gitarren, den ansonsten großen Reichtum an verschiedenen Instrumenten und den aggressiven Klang bemerkbar. Einer Gruppe wie After Crying ähnele Alamaailman Vasarat jedoch auch wieder überhaupt nicht. Vielmehr spiele man eine merkwürdige Mischung aus traditioneller finnischer Akustikmusik und Heavy Metal, wobei die Stimmung zwischen Romantik und Brutalität schwanke. Pardo hörte außerdem Gemeinsamkeiten mit Gentle Giant, King Crimson, Black Sabbath, Candlemass und Frank Zappa sowie Einflüsse aus Doom Metal, Speed Metal und Jazz heraus. Thoralf Koß von musikreviews.de beschrieb das Material auf Maahan, als „wahnsinnige Musik, die so klingt, als würde sie von dem Wahnsinn verfallenen Musikern gespielt“. Trotz der fehlenden Gitarren und der dafür eingesetzten Streich-, Schlag- und Blasinstrumente sowie einer Pump-Orgel, handele es sich nicht um „Dixieland-Gute-Laune-Musik“ oder „Oktoberfest-Bläserei“, sondern sei der progressive Versuch, eine „Verbindung zwischen Punk, Folk- und Weltmusik sowie Klezmer, Jazz und Psychedelic herzustellen“. Die Musik klinge so, als hätte sich King Crimson dazu entschieden, nur die besagten Instrumente einzusetzen. Charakteristisch sei außerdem eine „[k]omplexe Härte, melodiöse Rhythmuslinien, ausufernde Experimentierlust, [ein] teuflischer Krach gegen himmlische Piano-Passagen und eine gehörige Portion Spaß und Wildheit beim Umgang mit dem vielfältigen Instrumentarium, das bis an alle vorstellbaren Grenzen ausgelastet wird“. Auch David Smith von musicisgood.org merkte in seiner Rezension zu Valta das Schwanken zwischen Metal, Folk und Jazz sowie die Vielfalt an verschiedenen Instrumenten an. All dies werde durch eine Struktur, die dem Progressive Rock ähnele, zusammengehalten.

## Diskografie
- 2000: Vasaraasia (Album, Laskeuma Records)
- 2003: Käärmelautakunta (Silence. Records)
- 2005: Kinaporin kalifaatti (Kollaborations-Album mit Tuomari Nurmio, Pyramid Records/Johanna Kustannus Oy)
- 2005: Palataan Aasiaan (DVD, Pyramid Records)
- 2007: Maahan (Album, Silence. Records/WolfGang Records)
- 2009: Huuro Kolkko (Album, Laskeuma Records/Nordic Notes Records)
- 2010: Haudasta lomilla (DVD, Laskeuma Records)
- 2012: Valta (Nordic Notes Records)